# Vijes
Vijes – miasto w Kolumbii, w departamencie Valle del Cauca.